# Vicariato apostolico della Patagonia settentrionale
Il Vicariato apostolico della Patagonia settentrionale (in latino Vicariatus Apostolicus Patagoniae Septentrionalis) è una sede soppressa della Chiesa cattolica in Argentina.

## Territorio
Il vicariato apostolico comprendeva i territori delle attuali province di Río Negro, Neuquén e Chubut.
Sede del vicariato era la città di Viedma, dove si trovava la cattedrale della Mater Misericordiae. In questa chiesa nel 1964 furono inumati i resti del vescovo Giovanni Cagliero, traslati dall'Italia.

## Storia
Il vicariato apostolico della Patagonia settentrionale fu eretto il 16 novembre 1883 con il breve Ad fovendam di papa Leone XIII, ricavandone il territorio dall'arcidiocesi di Buenos Aires. Venne affidato alla cura dei missionari salesiani. Lo stesso giorno fu eretta anche la prefettura apostolica della Patagonia Meridionale (il cui territorio, in parte, darà origine più tardi alla diocesi di Punta Arenas in Cile), affidata agli stessi missionari salesiani. Queste due circoscrizioni rappresentano la prima missione ad gentes della Società voluta da san Giovanni Bosco.
Fin dalla loro fondazione, queste sedi incontrarono difficoltà sia con il governo argentino, che non approvò la loro nascita e mal vedeva un vicario apostolico sul proprio territorio, sia con l'arcivescovo di Buenos Aires, che, pur avendo dato il consenso alla loro erezione, tuttavia considerava quei territori dipendenti dalla sua autorità. Invece per i Salesiani e Propaganda Fide la Patagonia era terra di missione nullius dioecesis, ossia esente dalla giurisdizione del vescovo locale.
Nel 1896 fu affidata ai salesiani della Patagonia settentrionale anche la missione della Pampa centrale, un vasto territorio finora inesplorato di oltre 140000 km² abitato da circa 25 000 cattolici. In questo modo l'azione missionaria dei salesiani arrivava fino al Río Santa Cruz, che segnava il confine meridionale del vicariato apostolico, che lo separava dalla prefettura apostolica della Patagonia Meridionale.
Il 15 febbraio 1897, con la bolla In Petri Cathedra, su sollecitazione del governo argentino, papa Leone XIII eresse tre nuove diocesi (La Plata, Santa Fe e Tucumán); invano i Salesiani cercarono di far riconoscere anche le due giurisdizioni dipendenti dai loro missionari. Infatti, con la stessa bolla furono assegnate alla giurisdizione dei metropoliti di Buenos Aires anche tutta la Patagonia e la Terra del Fuoco, territori de jure sottratti ai Salesiani. Fu tuttavia raggiunto un accordo secondo il quale, «fino a tanto che l'arcivescovo non avesse avuto sacerdoti da inviare nei territori nazionali del sud, il vicariato apostolico e la prefettura apostolica continuavano ad essere affidati ai salesiani».
Nel 1901 il vicariato apostolico comprendeva all'incirca 90 000 fedeli, distribuiti in 13 parrocchie e 9 stazioni missionarie principali e 45 sussidiarie. Tra le parrocchie c'erano Carmen de Patagones, Bahía Blanca, Chos Malal, Junín de los Andes, Victorica, Viedma.
Pur senza dimettersi mai dalla carica di vicario apostolico, Giovanni Cagliero rientrò definitivamente in Italia nel mese di luglio del 1904, affidando la missione a due pro-vicari, Esteban Pagliere e Bernardo Vacchina.
Nel 1909 il vicariato apostolico della Patagonia settentrionale e la parte argentina della prefettura apostolica della Patagonia Meridionale furono soppresse e il loro territorio fu suddiviso tra l'arcidiocesi di Buenos Aires e le diocesi di La Plata e San Juan de Cuyo (oggi entrambe arcidiocesi). Secondo quanto era già stato stabilito dalla bolla In Petri Cathedra del 1897, a Buenos Aires spettarono le province di Río Negro, Chubut, Santa Cruz e Terra del Fuoco; a La Plata la provincia di La Pampa e il territorio di Patagones; mentre a San Juan de Cuyo andò la provincia di Neuquén.
Viedma tornò ad essere sede di una circoscrizione ecclesiastica con l'erezione della diocesi omonima stabilita dalla bolla di papa Pio XI Nobilis Argentinae Nationis del 20 aprile 1934.

## Cronotassi dei vicari apostolici
- Giovanni Cagliero, S.D.B. † (20 novembre 1883 - 1909 cessato)